# براك المرزوق
براك خالد الداود المرزوق، (1 فبراير 1939 - 22 أكتوبر 2008) من مواليد القبلة في مدينة الكويت، وتوفي في 22 أكتوبر 2008، رئيس سابق لديوان المحاسبة الكويتي.

## نشأته وتعليمه
حصل على البكالوريوس من كلية التجارة في جامعة القاهرة في 1965. ، وبدا حياته العملية باحثا في إدارة المحاسبة العامة في وزارة المالية في 1 نوفمبر 1965، ثم مراقبا للصرف في إدارة المحاسبة العامة في 12 مايو 1969، ومدير لإدارة المحاسبة العامة في 17 مارس 1971، وعمل بعدها مديرا لإدارة الميزانية العامة في 20 يناير 1974، ومديرا للميزانية العامة بدرجة وكيل مساعد في 20 سبتمبر 1976 بموجب مرسوم أميري من قبل صباح السالم الصباح، وتولى مهام الإشراف على إدارة الميزانية العامة والإشراف على إدارة شؤون التخزين العامة بدرجة وكيل مساعد في 27 ديسمبر 1976 بموجب قرار وزاري. ، كما شغل منصب وكيل مساعد في وزارة المالية في 16 أبريل 1979 بموجب مرسوم أميري من جابر الأحمد الصباح، ومنصب وكيل مساعد لشؤون الميزانية العامة والتخزين في 15 مايو 1979 بموجب قرار وزاري، ومنصب وكيل مساعد لشؤون المالية العامة في 19 يوليو 1980 بموجب قرار وزاري، وعين في منصب وكيل مساعد للشؤون الإدارية والمالية في 22 ديسمبر 1986، وحتى تقاعده في 1 مايو 1992.

## عمله في ديوان المحاسبة
وفي 7 أغسطس 1993 تولى منصب نائب رئيس ديوان المحاسبة الكويتي بموجب مرسوم أميري، وفي 21 أغسطس 1995 تولى منصب رئيس ديوان المحاسبة ، قام بعقد اتفاقية بين ديوان المحاسبة الكويتي والجهاز المركزي للرقابة والمحاسبة اليمني للتعاون الثنائي في مجال الرقابة والمحاسبة ولتبادل الخبرات المهنية عقد اللقاءات الفنية ، استقال من رئاسة ديوان المحاسبة لظروف صحية  في 15 سبتمبر 2008.

## عمله في الرياضة
كان يعتبر من أوائل الأشخاص الذين فكروا في تنظيم بطولة كأس الخليج، وذلك خلال زيارة قام بها إلى البحرين، وبعدها عرض الفكرة في الكويت، ولاقت استحسانا كبيرا، وكان قد شغل منصب أمين سر الإتحاد الكويتي لكرة القدم  في الفترة ما بين 1967 و1975 ، وعين عضوا في مركز عبد الله السالم لإعداد القادة الرياضيين. ، وفي عام 1966/1967 عمل سكرتيرا في نادي الكويت. ، كما انه لعب مع نادي الأهلي الكويتي القديم.

## دفنه
دفن في مقبرة الصليبيخات بحضور عدد كبير من الناس كان بينهم نواف الأحمد الجابر الصباح ورئيس مجلس الأمة الكويتي جاسم الخرافي ورئيس مجلس الوزراء ناصر المحمد الأحمد الصباح ووزير شؤون الديوان الأميري الشيخ ناصر صباح الأحمد الصباح ونائب رئيس جهاز الأمن الوطني ثامر العلي الصباح ورئيس جهاز خدمة المواطن الشيخ محمد عبد الله المبارك الصباح.

## تأبينه
- مسلم البراك:« أنه كان من الرجال الذين لا يخشون في كلمة الحق لومة لائم.»[7]
- فهد اللميع:« إن الكويت فقدت بوفاة براك المرزوق أحد أبنائها البررة والمخلصين الصادقين في حبهم للكويت والتفاني في أداء واجباته الوظيفية وفي حياته العملية التي قضاها مخلصا للكويت وأبناء بلده.»[7]
- حدس:« يعد من رجالات الكويت الذين وضعوا بصمات واضحة وايجابية لا تنكر في إرساء وتدعيم العمل المؤسسي والرقابي وتفعيل الأدوات الدستورية والقانونية للحفاظ على المال العام وتدعيم جودة الأداء في المؤسسات الحكومية وبرامجها المختلفة.»[8]
- ناصر العبدلي:« أن وجود المرزوق على رأس جهاز رقابي بمثل هذه الضخامة وبمثل تلك الصلاحيات والتزامه الخط الوطني والشعبي في المحافظة على المال العام إنما يظهر نموذجا من الصعب أن يتكرر على رئاسة هذا الجهاز.»[9]
- جاسم الخرافي:« أنا على يقين بأنه وعلى الرغم من رحيله فسيبقى في قلوب الجميع لما تركه من جهد لبلاده وسمعة طيبة وإسهامات كبيرة.»[10]
- فيصل الحجي بو خضور:« ان الكويت فقدت بوفاة المرزوق ابنا مخلصا بارا عرف بالامانة والنزاهة والإخلاص طيلة مدة خدمته في مختلف المواقع التي تقلدها في وزراة المالية وفي ديوان المحاسبة ونجح في قيادة الديوان إلى ممارسة دوره الرقابي بروح عالية من المسؤولية والوعي والارتقاء بأدائه لتحقيق أهدافه الرقابية وفق فلسفة ايجابية متطورة ترتكز على كل ما يحقق المصلحة الوطنية وتسليط الضوء على مكامن الخلل.»[11]
- مرزوق الغانم:« إن الكويت فقدت برحيل رئيس ديوان المحاسبة براك المرزوق أحد رجالها المخلصين.»[6]
- عبد الواحد العوضي:« كان مثالاً للكفاءة والإخلاص والأمانة والحيادية ما رفع قامة ديوان المحاسبة وأصبح الجميع ينظر اليه على أنه الرقيب المخلص الأمين على المال العام في دولة الكويت.»[6]
- عبد العزيز الرومي:« أخلصت العطاء فأحبك الصغير قبل الكبير، شمل عطفك الجميع، فكنت نعم الخل الوفي والأب الحنون للكبير والصغير، يكفيك فخراً أن يخلد عطاء ديوان المحاسبة وثناء الجميع عليه مقترنا بجهدك وتوجيهك.»[6]
- محمد جاسم الصقر:« كان شجاعا في تحمل كل المهام التي أوكلت إليه في هذا الجانب، فأنجزها بإتقان وتفان لخدمة مصلحة البلاد وتحقيق العدالة والحفاظ على المال العام، فأصبح معلما لمن زامله وقدوة للأجيال القادمة من خلال إنجازاته وسيرته العطرة ووفائه لوطنه.»[6]
- ناصر الصانع:« كانت له بلا شك بصمات طيبة وواضحة في تعزيز دور ديوان المحاسبة كمؤسسة رقابية مستقلة.»[6]
- عبد العزيز الشايجي:« لن تنساه الكويت أبداً، فقد كان أحد أبنائها المدافعين عن حقوقها وأموالها ومكتسباتها، ولن تطوى حياته الزاخرة بالعمل الجاد والمشرف.»[6]
- بدر شيخان الفارسي:« كان أحد رجالات الدولة البارزين الذين يتصفون بالامانة والوفاء كما كانت له آثار وبصمات واضحة في اقرار مبدأ الشفافية في ما يتعلق بالموضوعات التي تنظر في ديوان المحاسبة.»[6]
- عامر العتيبي:« مواقف المرزوق كانت أشهر من تذكر لاسيما في اخلاصه بالعمل وحرصه الشديد على إنجاز العمل على احسن وجه فكان متواضعا ومحبوبا من جميع الناس الذين التقوا به في فترة حياته.»[6]
- محمد البصيري:« لاشك أن التاريخ سيسجل لرئيس ديوان المحاسبة السابق براك المرزوق موقفه الوطني النبيل حين تقدم باستقالته من رئاسة الديوان لنزع فتيل أزمة بين أعضاء مجلس الأمة، واضعا بذلك نهاية لكثير من الجدال والنقاش والتأويلات والتفسيرات.»[6]
- عبد الله مهدي العجمي:« كان مثالا للتواضع والأدب الجم على المستوى الإنساني، ويشهد له جميع من تعامل معه بالخلق الرفيع، أما على المستوى المهني فقد شهد ديوان المحاسبة تحت رئاسته الدقة في العمل والحيدة والنزاهة، والحرص على المال العام من منطلق أولويات المصلحة الوطنية، وكانت تقارير الديوان تتميز بالمصداقية العالية والشفافية في العرض دونما تهوين أو تهويل.»[6]
- جمعية الدفاع عن المال العام:« إن براك المرزوق والعاملين معه أضافوا إلى ديوان المحاسبة في السنوات الأخيرة مهنية وحيادية ومصداقية عززت دور المؤسسة الرقابية، واكتسبت المواضيع والتقارير التي يصدرها قدرا كبيرا من المسؤولية، وكشفت تقاريره وأعماله مكامن الخلل خصوصا في ما يتعلق بالاموال العامة أو شبهة التعدي عليها أو التفريط بها، ونجح في فرض مصداقية ديوان المحاسبة وحياديته عند الحكومة والبرلمان إضافة إلى المجتمع.»[12]
- الجمعية الكويتية للمهندسين: «كان المرزوق يمثالا يحتذى في الذود عن الوطن والبذل له بأمانة وإخلاص ونزاهة، قلما يجود الزمان بمثله، فقد عمل بإخلاص لنحو نصف قرن من الزمان، ونجح في قيادة ديوان المحاسبة لنحو 13 عاما في مرحلة من أدق مراحل تاريخ الكويت وأكثرها حساسية، وعمل بمهنية كبيرة وحيادية ونأى بهذا الجهاز الدقيق والمهم عن التأثيرات السياسية، ورسخ صدقية الديوان محليا وإقليميا ودوليا وجعل منه مؤسسة يشهد لها القاصي والداني بالكفاءة والمهنية والعطاء بإخلاص للوطن.»[13]
- عقل الضميري:« كان مثالاً نموذجاً للأداء الرقابي والإنساني.»[14]
- عبد الله السنفي:« لقد ترك المرزوق فراغا كبيرا في قلوبنا لما يتميز به من طيب خلق واسهاماته الكريمة لتطوير العمل المهني على جميع مستوياته الثنائية والإقليمية والدولية.»[15]
- مصطفى البراري:« كان للمرزوق جهود كبيرة ومميزة ومباركة في دعم تقدم وتطور مجموعتنا العربية.»[15]
- فائزة الكافي:« لقد كان الفقيد من المعدن النفيس وسندا متينا لنا ونذر حياته لخدمة وطنه وأمته وساهم بخبرته العالية وبروح من العطاء السخي في مختلف أعمال وأنشطة مجموعتنا.»[15]

### حفل تأبينه
أقيم له حفل لتأبينه في 20 نوفمبر 2008 تحت رعاية جاسم الخرافي رئيس مجلس الأمة الكويتي، وأقام الحفل نقابة العاملين في ديوان المحاسبة الكويتي ، وتحدث ممثل رئيس مجلس الوزراء الشيخ ثامر الجابر الأحمد الصباح ونائب رئيس ديوان المحاسبة عبد العزيز الرومي ورئيس نقابة العاملية في ديوان المحاسبة الكويتي ممدوح العنزي ، وتم عرض فيلم وثائقي عنه في ديوان المحاسبة.

## جوائزه تكريمه
اقترح روضان الروضان بأن تسمى إحدى المدارس باسمه تخليدا لذكراه ، وناشد رئيس نقابة العاملين في ديوان المحاسبة الكويتي ممدوح العنزي رئيس مجلس الوزراء الشيخ ناصر المحمد الأحمد الصباح بأن يتم تسمية إحدى مدارس الكويت، وقال أيضا بأنه رفع اقتراح لتسمية إحدى قاعات ديوان المحاسبة الرئيسية باسمه ، وفي يوم 17 نوفمبر 2008 اقترح فهد اللميع نائب رئيس مجلس الأمة الكويتي إطلاق اسمه على إحدى المدارس أو أحد الشوارع تكريما له بعد أن خدم الكويت قرابة من 43 سنة ، وفي يوم 18 نوفمبر 2008 تم تسمية إحدى القاعات في ديوان المحاسبة الكويتي باسمه تخليدا لذكراه ، في اجتماع المجلس التنفيذي للمجموعة العربية (الأرابوساي) الذي أقيم في الأردن في الفترة ما بين 20 ديسمبر و21 ديسمبر 2008 تمت تسمية المسابقة التاسعة للبحث العلمي والتي تنظمها المجموعة تكريما له على خدمات التي قدمها عندما كان رئيسا لديوان المحاسبة الكويتي. ، كما تم اختياره لنيل جائزة الشخصية التنفيذية من قبل معهد الشرق الأوسط للتميز في عام 2006، وقامت جمعية الفكر المحاسبي الجديد في مصر بتكريمه لسنتين متتاليتين في عامي 2007 و2008، ومنحته عضوية الزمالة الفخرية تقديرا لجهوده. ، وفي يوم 25 أكتوبر 2008 وقف نادي الكويت ونادي كاظمة دقيقة حداد على روح براك المرزوق قبل مباراتهم في الدوري الكويتي 2008/2009.